# Sztavrula
A Sztavrula ismeretlen eredetű és jelentésű női név.

## Gyakorisága
Az 1990-es években szórványos név, a 2000-es években nem szerepel a 100 leggyakoribb női név között.